# Mel Peterson
Melvin Lowell Peterson, detto Mel (Thief River Falls, 23 marzo 1938), è un ex cestista statunitense, professionista nella NBA e nella ABA.

## Carriera
Venne selezionato dai Detroit Pistons all'undicesimo giro del Draft NBA 1960 (78ª scelta assoluta).
Con gli Stati Uniti disputò i Campionati mondiali del 1963.

## Palmarès
- Campionato ABA: 1

Oakland Oaks: 1969